# Hugh David Politzer
Hugh David Politzer (sinh ngày 31 tháng 8 năm 1949) là một nhà vật lý lý thuyết Mỹ tại Viện Công nghệ California. Ông đã chia sẻ giải Nobel Vật lý năm 2004 về Vật lý với David Gross và Frank Wilczek cho phát hiện của họ về sự tự do tiệm cận trong động lượng tử học lượng tử.

## Cuộc sống và sự nghiệp
Politzer sinh ra ở thành phố New York. Cha mẹ của ông, Alan và Valerie Politzer, di cư đến Hoa Kỳ sau Thế chiến II và cả hai đều là bác sĩ. Ông tốt nghiệp từ trường Trung học Bronx năm 1966, nhận bằng cử nhân từ Đại học Michigan năm 1969 và bằng tiến sĩ năm 1974 của trường Đại học Harvard, nơi cố vấn cao nhất của ông là Sidney Coleman.